# Romeo Orsi
Romeo Orsi (Monaco, 4 dicembre 1887 – Sidi Garbàa, 16 maggio 1913) è stato un militare italiano, decorato di medaglia d'oro al valor militare alla memoria nel corso della Campagna di Libia (1913-1921).

## Biografia
Nacque a Monaco il 4 dicembre 1887, figlio di Sebastiano e di Arneudo Maria Maddalena.
La famiglia era emigrata nel Principato di Monaco in cerca di lavoro, e qui frequentò le scuole elementari lavorando poi come muratore. Iscritto nel Distretto Militare di Alessandria venne chiamato a prestare servizio militare di lava nel Regio Esercito, e presentatosi spontaneamente, fu arruolato nel 42º Reggimento fanteria "Modena" il 5 ottobre 1909.
Insofferente alla disciplina di guarnigione, chiese di essere inviato presso un reparto combattente in Tripolitania, dove era appena terminata la guerra italo-turca ma infuriavano gli scontri con i ribelli. Trasferito al 22º Reggimento fanteria "Cremona", che si trovava a Derna, in Cirenaica, si imbarcò a Napoli il 27 novembre 1912 e raggiunto il reggimento fu assegnato alla 6ª Compagnia del II Battaglione.
In quel settore, i combattimenti del settembre-ottobre 1912 avevano costretto il generale turco Enver Bey a ripiegare con le sue forze, costituite da parecchie migliaia di armati, artiglierie e mitragliatrici, da Sidi Aziz nella Piana di Ettangi, dove aveva posto il suo campo. Protetto dai ciglioni del torrente Derna e dall'affluente trasversale Bu Mgar, Enver Bey raccoglieva nel suo campo altri armati in attesa di sferrare una grande offensiva. Allo scopo di prevenirla, il 16 maggio 1913 le truppe del presidio di Derna furono inviate ad attaccare il campo di Ettangi.
Una colonna, al comando del colonnello Nicolò Madalena, comprendente il II Battaglione del 22º Reggimento fanteria, partì dalla ridotta "Lombardia" lungo la riva sinistra del Derna e, senza incontrare forte resistenza, alle 8:00 giunse sotto il ciglione di Sidi Garbàa.
La battaglia scoppiò improvvisamente, ed egli rimase ferito. Camminando a stento seguì la sua compagnia nei suoi spostamenti, e pur rimanendo indietro la raggiungeva ogni volta per poi iniziando a sparare. Colpito una seconda volta si spense sul campo di battaglia mentre incitava i compagni al combattimento.
Con Regio Decreto del 9 settembre 1914 fu insignito della medaglia d'oro al valor militare alla memoria.

### Fonti
1. ↑  Carolei, Greganti 1958, p. 150.
2. 1 2 3 4 5 6 7 8 9 10 11  Combattenti Liberazione.
3. ↑  Medaglie d'oro al valor militare sul sito della Presidenza della Repubblica